# Jean Capelle
Jean Capelle (* 26. Oktober 1913 in Sclessin, Lüttich; † 20. Februar 1977) war ein belgischer Fußballspieler auf der Position eines Stürmers.

## Laufbahn

### Verein
Capelle war zwischen 1929 und 1944 für seinen Heimatverein Standard Lüttich aktiv. Er absolvierte 267 Spiele für Lüttich, in denen er 252 Tore erzielte.

### Nationalmannschaft
Jean Capelle debütierte 1931 im Alter von 17 Jahren und 153 Tagen in der belgischen Nationalmannschaft. Bis 1939 bestritt Capelle 34 Spiele, in denen er 19 Tore erzielte. Er stand im belgischen Aufgebot für die Fußball-Weltmeisterschaft 1934 und kam bei der 2:5-Niederlage im Achtelfinalspiel gegen Deutschland zum Einsatz. Bei der Fußball-Weltmeisterschaft 1938 wurde er erneut in den Kader berufen, jedoch nicht eingesetzt.